# Asymphylodora atherinopsidus
Asymphylodora atherinopsidus är en plattmaskart. Asymphylodora atherinopsidus ingår i släktet Asymphylodora och familjen Lissorchiidae. Inga underarter finns listade i Catalogue of Life.